# Continentale Betriebskrankenkasse

Logo der ehemaligen LOGISTIK BKK

Die Continentale Betriebskrankenkasse (Continentale BKK) ist eine offene Betriebskrankenkasse.  Sie geht aus der durch Vereinigung der Betriebskrankenkassen Die Continentale Betriebskrankenkasse, BKK Philips, LOGISTIK BKK und BKK Sauerland im Jahr 2009 entstandenen Continentale Betriebskrankenkasse und der im Jahr 1854 errichteten Betriebskrankenkasse HENSCHEL Plus hervor.
Die BKK hat ihren Ursprung unter anderem in den Unternehmen Continentale Krankenversicherung, Philips, Hueck, Alcan, Rhenus und Stinnes AG.

## Geschichte und Entwicklung
Die Continentale BKK wurde am 1. Juli 1992 als Betriebskrankenkasse der Continentale Krankenversicherung in Dortmund gegründet. Zum 1. Januar 2009 fusionierte sie mit der BKK Philips, behielt dabei aber ihren ursprünglichen Namen bei. Im Zuge dieser Fusion wurde der Geschäftssitz nach Hamburg verlegt. Anschließend gingen am 1. Juli 2009 mit der BKK Sauerland und der Logistik BKK zwei weitere Krankenkassen in der Die Continentale Betriebskrankenkasse auf; der Name im Zuge dessen wurde auf Continentale Betriebskrankenkasse, Kurzform Continentale BKK geändert. Von 2013 bis 2016 stieg die Zahl der Mitglieder der Continentale BKK auf 67.214 an, was einem Anstieg von knapp elf Prozent entspricht. Zum 1. Januar 2020 wurde die BKK Henschel Plus aufgenommen. Derzeit hat die Continentale BKK etwa 90.000 Versicherte.